# Динузулу
Динузулу каКечвайо (зулу Dinuzulu kaCetshwayo; 1868 — 18 октября 1913) — верховный правитель (инкоси) зулусов с 20 мая 1884 до его смерти в 1913-м. Был сыном Кечвайо — последнего независимого зулусского инкоси, которого официально признавало британское правительство.

## Биография
После англо-зулусской войны Кечвайо был захвачен в плен, а страна зулусов разделена на 13 областей с вождями во главе. Одной из таких областей и управлял Динузулу. В это время главным претендентом на первенство среди вождей Зулуленда был Зибебу, чей род восходил к Джаме, деду Чаки. Из-за развернувшейся междоусобной войны между сторонниками свергнутого англичанами Кечвайо и Зибебу погибло несколько тысяч человек. Английские колониальные власти вынуждены были пойти на частичное восстановление целостность страны и вернуть Кечвайо в Зулуленд.
Кечвайо вернулся в Зулуленд в январе 1883 года, но это не принесло мира. Зибебу не хотел признавать его верховенство. Начавшаяся война не принесла успеха Кечвайо. После двух поражений он вынужден был бежать в резервацию, где умер 8 февраля 1884 года.
В 1884 году, заручившись поддержкой бурских фермеров, во главе с генералом трансваальских войск Луисом Ботой была создана добровольческая армия Динузулу. Взамен он пообещал им 10 400 км² земли, что составляло больше трети всего Зулуленда; после победы бурских наёмников Динузулу выполнил своё обещание; буры основали на пожалованных им землях государство Ниёве Републик. При поддержке буров Динузулу удалось разбить Зибебу.
Распространение власти буров в Зулуленде вызвало тревогу со стороны английских фермеров и властей Натала. С потерей контроля над этой территорией они могли лишиться доступа к природным и людским ресурсам самого Зулуленда и других районов Африки. В июле 1885 года законодательное собрание Натала приняло обращение к правительству Англии с просьбой незамедлительно аннексировать Зулуленд. 5 февраля 1887 года М. Осборн, британский резидент в Зулуленде, не дождавшись официальной санкции, объявил о распространении власти Британии на восточную часть Зулуленда и учреждении там протектората.
М. Осборн стал проводить в отношении Динузулу и его сторонников политику притеснения. Британские власти спровоцировали восстание узуту (под этим названием были известны сторонники Кечвайо и Динузулу), отняв у них часть земель в пользу людей Зибебу. Однако для подавления сопротивления Динузулу потребовались значительные силы. Но в течение июня-июля все его основные очаги на территории Зулуленда были подавлены, а сам Динузулу бежал в Трансвааль. После его выдачи британским властям, он был приговорен к десяти годам заключения на острове Святой Елены.
В 1890 году Динузулу был отправлен на остров Св. Елены, и вернулся через семь лет.
В 1906 вспыхнуло антибританское восстание Бамбаты. После подавления восстания Динузулу был обвинён в его поддержке и в измене Британии. На суде Динузулу защищал известный своими либеральными взглядами Вильям Филип Схрейнер — бывший премьер-министр Капской колонии. Несмотря на поддержку со стороны столь известного политика, в марте 1908 года Динузулу был приговорён к лишению свободы на 4 года. В 1910 старый друг вождя Луис Бота стал премьер-министром Южно-Африканского союза. Он приказал отпустить Динузулу и отправить его на жительство на ферму Уиткик в Трансваале, где инкоси и умер.
Следующим правителем народа зулусов стал его сын Соломон каДинузулу.
В память о вожде была создана его статуя, которая была установлена рядом со статуей Луиса Боты, на углу Береа Роуд и Уорик Авеню в Дурбане.